# Fagiolo di Loreto Aprutino
Il fagiolo di Loreto Aprutino è una varietà di fagiolo che rientra tra i prodotti agroalimentari tradizionali abruzzesi. È coltivata principalmente a Loreto Aprutino, in Abruzzo e dei Presidi Slow Food dell’Abruzzo.